# 加瀬秀樹
加瀬 秀樹（かせ ひでき、1959年12月1日生 - ）は、千葉県出身のプロゴルファー。アイテック所属。

## 略歴
- 1976年 15歳 - 高校入学、本格的にゴルフの練習を開始。
- 1980年 20歳 - 大学を中退して、長太郎CC（千葉県）の研修生となり、所属プロ・中山徹の厳しい指導のもとで腕を磨き、ほぼ2年半でプロテストの受験資格を得られるまでに頭角を現す[1]。
- 1982年 22歳 - プロテスト合格。
- 1990年 30歳 - 日本プロゴルフ選手権でツアー初優勝。
- 2010年 50歳 - 日本プロゴルフシニア選手権でシニアツアー初優勝。

＊ 特徴
183センチの長身から放たれるロングショットはツアープロの中でも屈指に数えられる存在である。

## 優勝歴

### レギュラーツアー
- 1990年 - 日本プロゴルフ
- 1994年 - 大京オープン
- 1996年 - 日経カップ 中村寅吉メモリアル
- 2004年 - サントリーオープン

＊ 太字は公式戦（メジャー）

### シニアツアー
- 2010年 - 日本プロゴルフシニア
- 2010年 - アサヒ緑健カップTVQシニアオープンゴルフ
- 2014年 - ISPS HANDA CUP フィランスロピーシニアトーナメント[2]

### その他
- 1990年 - サンコーグランドマザー（後援競技）
- 1990年 - KSDプロアマ（後援競技）
- 2014年 - 北海道オープン（後援競技）